# Young & Free
『Young & Free』(ヤングアンドフリー)はBoAの配信限定シングル。

## 解説
配信限定シングルとしては『정말, 없니? (Emptiness)』から約1年ぶり、日本のシングルとしてはLISTEN TO MY HEART -The Greast ver.-から約3年ぶりのシングル。

## 収録曲
1. Young & Free (3:29)
作詞：BoA、Lauren Kaori / 作曲：BoA、Shaun Kim、CQ、Z / 編曲：BoA、Shaun Kim、CQ、Z